# Europium(III)-iodid
Europium(III)-iodid ist eine anorganische chemische Verbindung des Europiums aus der Gruppe der Iodide.

## Eigenschaften
Europium(III)-iodid kommt nur in Form seiner Hydrate (z. B. Hexahydrat oder Nonahydrat) vor. Das Nonahydrat ist ein wasserlöslicher hygroskopischer Feststoff, der in Form von farblosen Nadeln vorliegt. Das Anhydrat konnte bisher nach keiner bekannten Methode dargestellt werden, da es instabil gegenüber seinen Disproportionierungsprodukten Europium(II)-iodid und Iod ist.